# Emanuele Celesia
Emanuele Celesia (Finalborgo, 3 agosto 1821 – Genova, 24 novembre 1889) è stato uno storico e scrittore italiano.

## Biografia

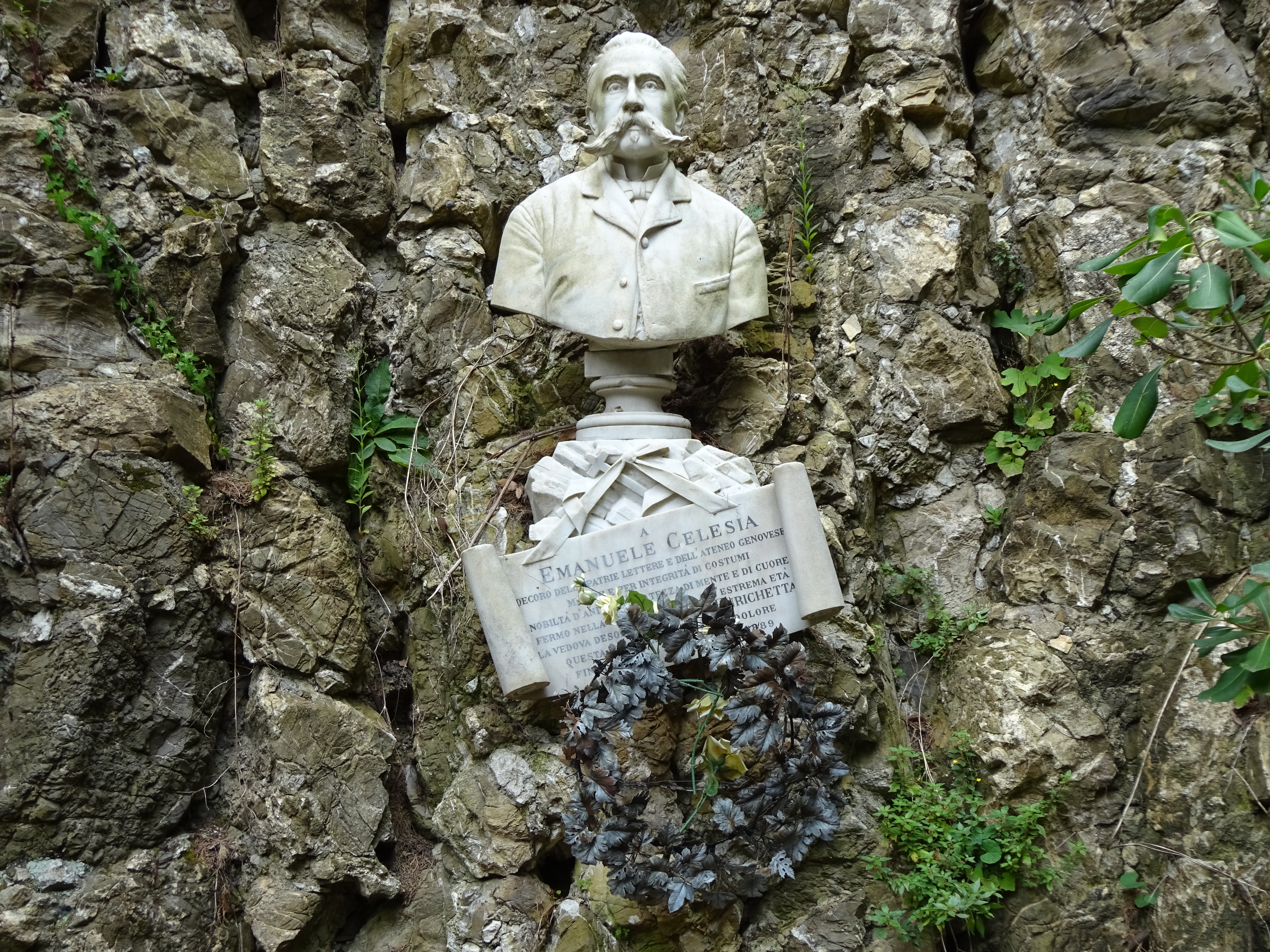
Cimitero di Staglieno - Tomba di Emanuele Celesia

Emanuele Celesia partecipò ai moti rivoluzionari del 1848 e divenne avvocato a Genova, successivamente professore di letteratura italiana presso l'università genovese e direttore della biblioteca universitaria di Genova dal 1865 fino alla sua morte.
I suoi scritti includono Storia della rivoluzione di Genova (1848–1849) e Storia della letteratura in Italia nei secoli barbari (2 volumi, 1882–1883).

## Opere (parziale)
- Storia della rivoluzione di Genova, 1849.
- Storia della letteratura in Italia nei secoli barbari, 1883.